# Plectoptilus
Plectoptilus là một chi nhện trong họ Oonopidae.